# Shimano Dura-Ace

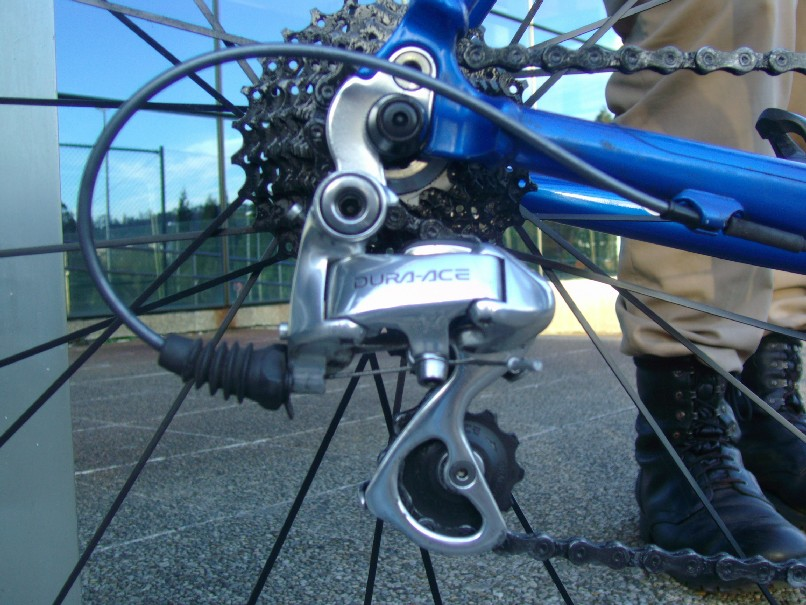
Cambio Dura-Ace.

El grupo Shimano Dura-Ace es el grupo completo de más alta gama para la práctica de ciclismo en carretera de la compañía Shimano. El nombre Dura-Ace proviene de la combinación de las palabras Dura, por el Duraluminio, nombre comercial de la aleación de aluminio que utilizó en el primer grupo, y de la palabra inglesa Ace, que traducido en el contexto significaría el mejor.

## Historia
El primer grupo Dura-Ace en salir al mercado data de 1973. Desde esta fecha hasta la actualidad, sufrió numerosos cambios. En 1978 nace la serie EX, incorporando como novedad el nuevo buje trasero de Shimano. En 1980 nacería la serie Shimano AX, con grandes mejoras aerodinámicas. En 1984 nacería la serie Shimano 7400. Después saldría a la luz la serie Shimano 7700 de nueve velocidades, que data de 1996. Desde el año 2004 se comercializa la serie Shimano 7800 de diez velocidades. 
A finales de 2008 vio la luz el nuevo Dura-Ace 7900 que aparte de rebajar el peso en 180g incorpora por fin el carbono (cambio trasero y palancas de cambio y freno)y desaparecen los famosos cables de cambio por fuera del manillar que pasan a estar debajo de la cinta de manillar como en Campagnolo y Sram (quizás esta era la gran seña de identidad de Shimano en carretera). De la serie 7900 también salió una variante, la DI2 o electrónica.

## Serie 7800

### Palancas de cambio
Las palancas de cambio ST-7800 destacan por su innovación ergonómica. En este modelo la maneta es más estrecha, con lo cual resulta cómoda para todas las manos y empuñaduras. Estas manetas adquieren la robustez experimentada en el campo de la bicicleta de montaña, pero a su vez resulta un cambio suave, que permite cambiar de desarrollo con un solo dedo. 
El peso de la pareja de manetas es de 419 gramos.

### Bielas
Las bielas FC-7800 utilizan la tecnología del eje de pedalier hueco e integrado, formando una única pieza, con lo que se reduce el número de piezas y el peso, aumentándose a su vez la eficiencia. Usando la tecnología Hollowtech II, los rodamientos del eje de pedalier se espacían más y se hacen más grandes, con lo cual sea aumenta la distribución de la carga. Con esto se logra mayor rigidez en el conjunto. 
Las bielas se presentan en las longitudes de 170, 172.5, 175 y 180 mm. y en los desarrollos: 53-42, 53-39, 52-39 y 50-39.
El peso, con pedalier integrado, es de 740 gramos.

### Casete
Los casetes (cartucho) CS-7800 están fabricados en aluminio excepto sus tres últimas coronas que están fabricadas en titanio, lo que los convierten en unas piezas duraderas. Para compatibilizarlo con los bujes de nueve velocidades Shimano, el casete Dura-Ace se reduce considerablemente en grosor, convirtiéndose más compacto. 
El casete presenta diversos dentados: 11-21, 11-23, 12-23, 12-25 y 12-27.
Su peso es de 173 gramos.

### Desviador
Una de las principales novedades del grupo Dura-Ace es el desviador FD-7800. Las mejoras no solo residen en el su elegante diseño. Al aumentar el ancho de la unión del pivote, también aumenta su rigidez. También se suprime la flexión, creando un cambio rápido y preciso que es más suave.
El peso del desviador es de 74 gramos.

### Cambio
El cambiador RD-7800 destaca por su diseño de unión ancho que es más ligero y rígido que su antecesor. Al aumentar la rigidez, se estabiliza la cadena al pasar por los piñones, lo cual se traduce en una transmisión más eficiente de la energía.
El peso del cambio es de 180 gramos.

### Puentes de Freno
Los puentes de freno BR-7800 destacan por estar diferenciadas la pinza delantera de la trasera, con lo cual se logra un mejor control en la frenada. Además, la "mordida" de los frenos es más potente que su antecesora, con lo cual la potencia de frenado es mayor.
La pareja de frenos tiene un peso de 314 gramos.